# 里瓦幾亞宫

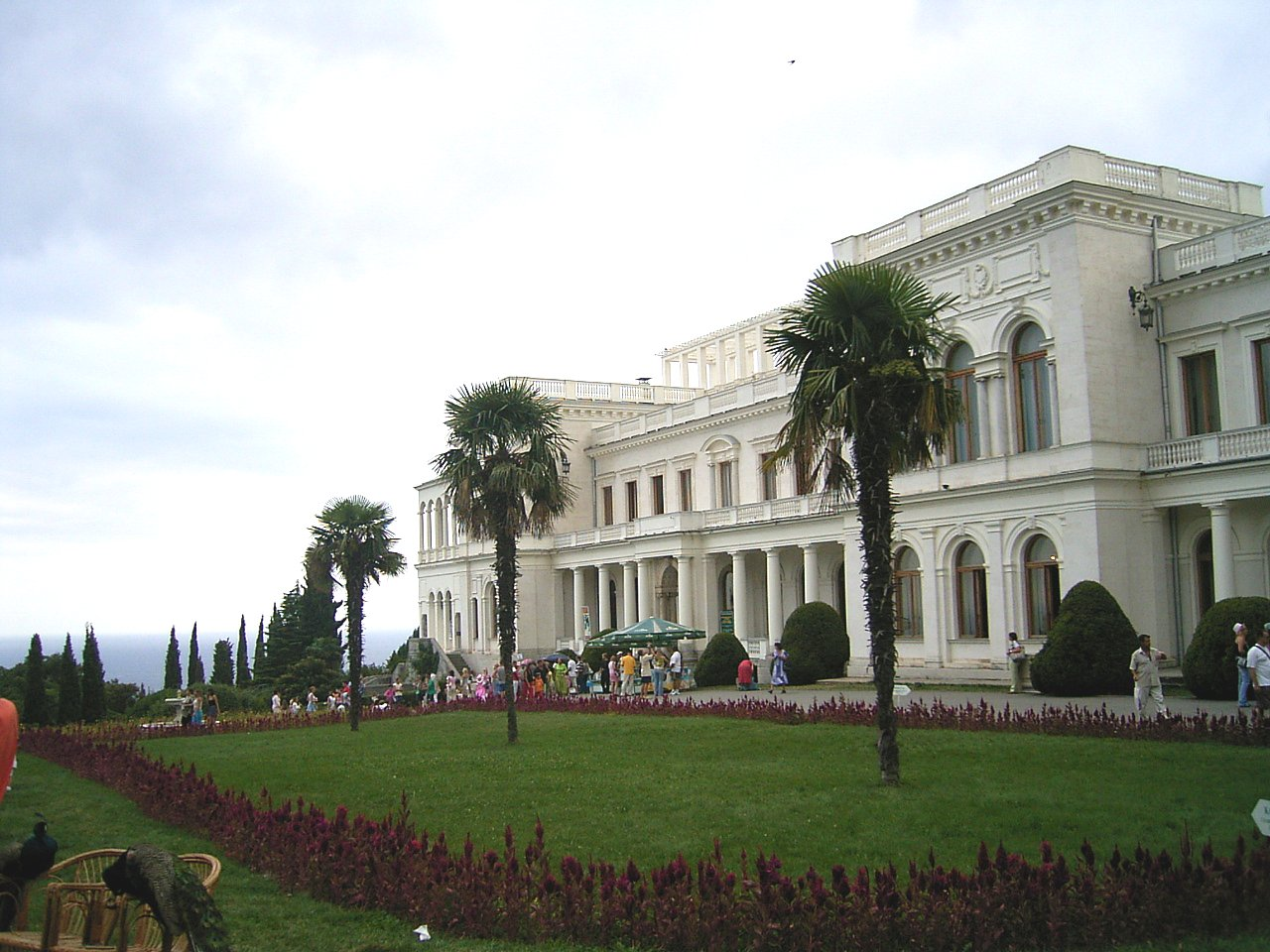
正面外觀

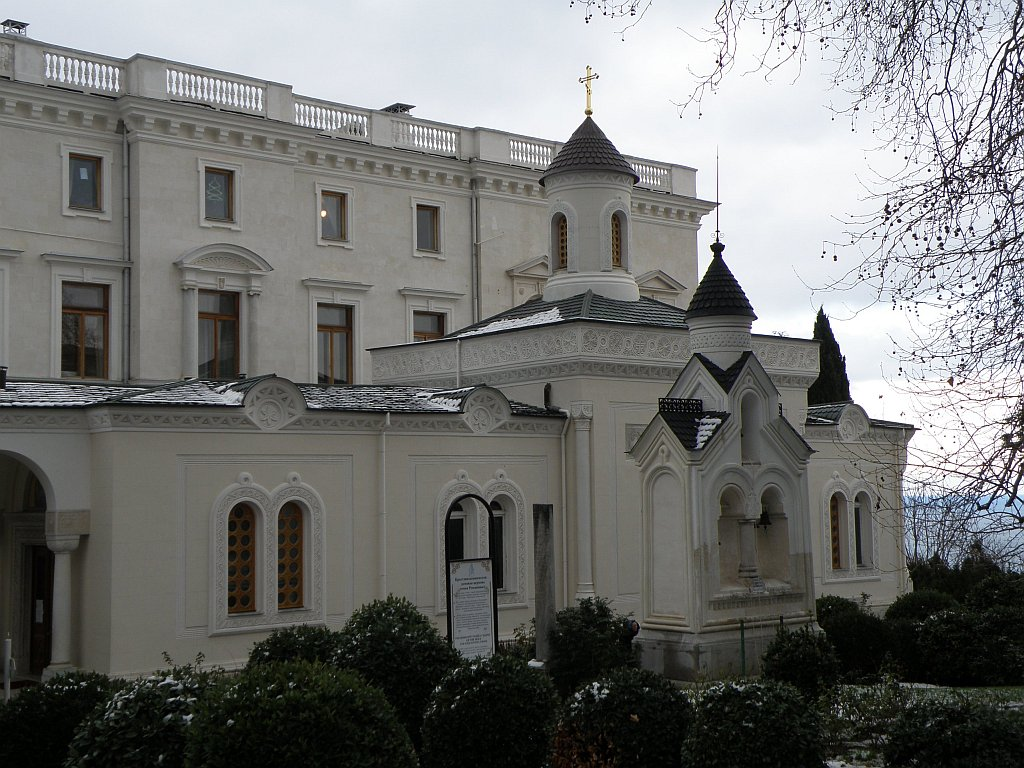
內部之教堂

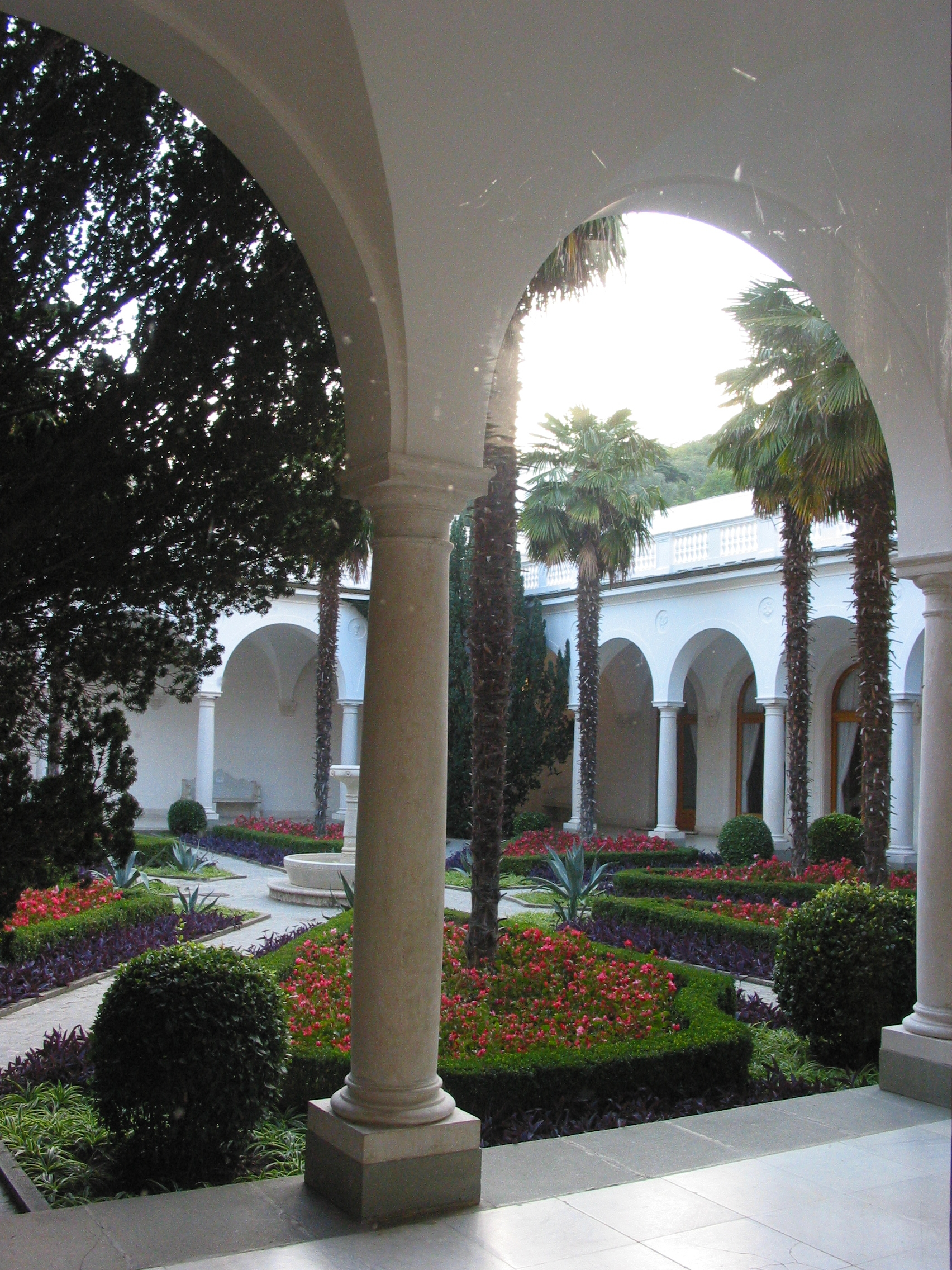
內部一座義大利風格的庭院

44°28′04″N 34°08′36″E / 44.46778°N 34.14333°E
里瓦幾亞宫（烏克蘭語：Лівадійський палац），又译为利瓦季亚宫，曾是最後一任沙皇尼古拉二世的夏宫，位於克里米亞雅爾塔西南約3公里的里瓦几亚（现在一般译为利瓦季亞）市级镇内。現時里瓦幾亞宫已經成為博物館，有時會用作舉行國際會議。
由於1879年清國欽差大臣崇厚與俄國外交大臣格爾斯及俄國駐北京公使布策在里瓦幾亞宫簽署《中俄交收伊犁條約》，因此《中俄交收伊犁條約》又名《里瓦幾亞條約》。但《中俄交收伊犁條約》不被清政府承認，崇厚回國後被查辦。
1945年雅爾塔會議就是在里瓦幾亞宫舉行，當時美國、英國和蘇聯三國領袖——富蘭克林·德拉諾·羅斯福、溫斯頓·丘吉爾和約瑟夫·斯大林在此簽署了《雅爾塔協定》。